# Inrichtende macht
Met (een voorzitter van de) inrichtende macht of schoolbestuur doelt men in Vlaanderen op het "bestuur", meestal in een onderwijscontext. Per onderwijsnet is er een verschillende rechtspersoonlijkheid die onderwijs aanbiedt, waarvoor de inrichtende macht juridisch aansprakelijk is. Ook de aanwerving van personeel behoort tot de bevoegdheid van het schoolbestuur.
De inrichtende macht van een school is meestal een groep mensen die zich het onderwijs (dikwijls onbetaald) ter harte neemt. De dagelijkse leiding van een school, instelling of onderwijsgroep wordt echter toevertrouwd aan een directeur, rector, schoolhoofd, ...
In het officieel onderwijs is de inrichtende macht meestal een overheid:
- GO! onderwijs van de Vlaamse Gemeenschap: de Vlaamse Gemeenschap
- Provinciale en gemeentelijke scholen: het provinciebestuur of het gemeentebestuur

In het katholiek onderwijs is het schoolbestuur meestal een vzw, bijvoorbeeld een religieuze congregatie zoals de Zusters der Christelijke Scholen van Vorselaar, de Broeders van Liefde of een parochiale vzw.